# Ponte
För andra betydelser, se Ponte (olika betydelser).

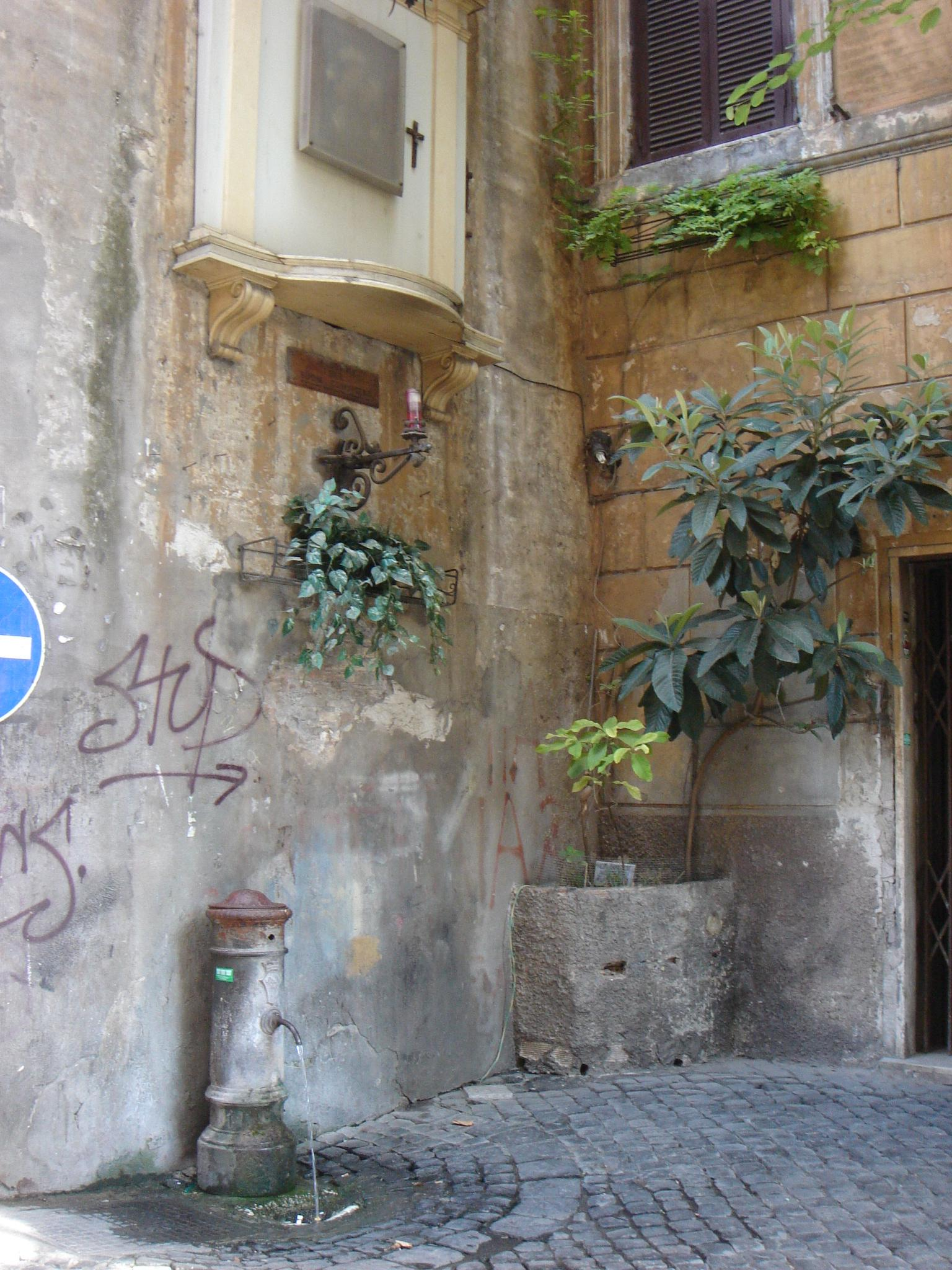
Vicolo delle Vacche.

Ponte är staden Roms femte rione, ett av stadens tjugotvå officiella distrikt. Namnet ”Ponte” (italienska ’bro’) härrör från Ponte Sant'Angelo som förbinder Ponte med distriktet Borgo i nordvästra Rom.

## Kyrkor
- Sant'Apollinare
- San Biagio della Pagnotta
- Santi Celso e Giuliano
- San Giovanni dei Fiorentini
- Santa Maria dell'Anima
- Santa Maria della Pace
- Santa Maria del Suffragio
- San Salvatore in Lauro

### Dekonsekrerade kyrkor
- Oratorio del Gonfalone
- Oratorio di San Celso
- Santi Simone e Giuda

### Rivna kyrkor
- Sant'Andrea de Acquarenariis
- Sant'Angelo de Miccinellis
- Sant'Angelo a Monte Giordano
- San Biagio della Fossa
- Santi Cosma e Damiano in Banchi
- Santi Faustino e Giovita
- San Giovanni Decollato a Ponte Sant'Angelo
- Santi Innocenti
- Santa Lucia Vecchia ad Flumen
- Santa Maria del Buon Consiglio ai Coronari
- Santa Maria de Monticellis
- Santa Maria in Posterula
- Santa Maria della Purificazione in Banchi
- Santa Maria Maddalena
- Sant'Orsola della Pietà
- San Pantaleo Affine
- San Salvatore de Inversis
- San Salvatore in Primicerio (San Trifone)
- San Salvatore de Rogeriis
- San Silvestro de Palma
- San Simeone Profeta

## Palats (urval)
- Palazzo Altemps
- Palazzo del Banco di Santo Spirito
- Palazzo del Drago
- Palazzo Lancellotti

## Övriga byggnader och fontäner
- Teatro Tordinona
- Tor Sanguigna
- Carceri di Tor di Nona
- Fontana del Leone
- Fontana della Terrina
- Fontana di Piazza di San Simeone

## Piazzor (urval)

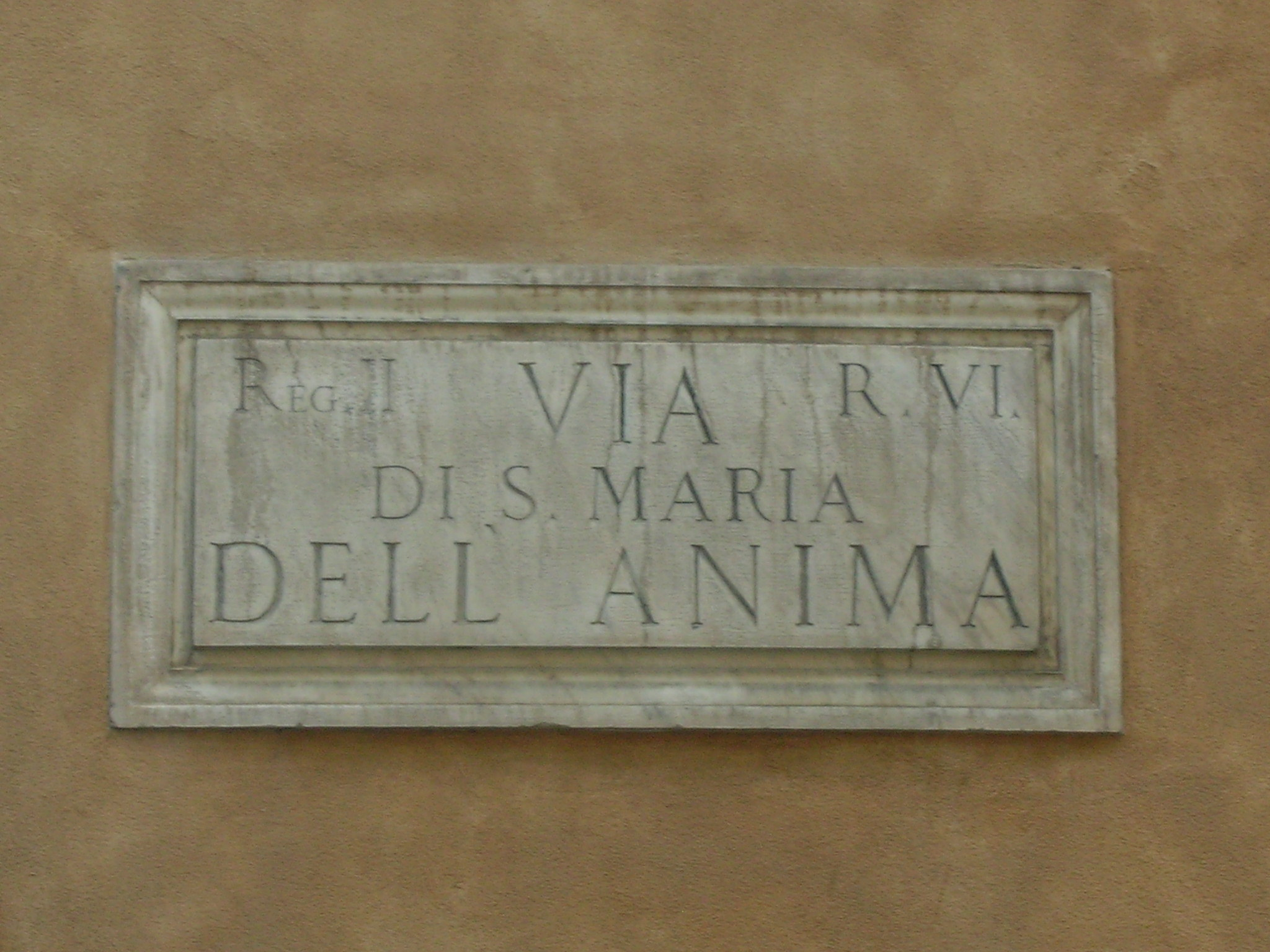

- Piazza Fiammetta
- Piazza dell'Orologio
- Piazza di Ponte Sant'Angelo
- Piazza di Tor Sanguigna

### Gator och gränder (urval)
- Lungotevere degli Altoviti
- Lungotevere dei Fiorentini
- Lungotevere Tor di Nona
- Via dell'Arco de' Banchi
- Via dei Banchi Nuovi
- Via dei Banchi Vecchi
- Via del Banco di Santo Spirito
- Vicolo della Campanella
- Vicolo del Cefalo
- Vicolo Cellini
- Vicolo Cieco
- Via dei Coronari
- Via dei Gigli d'Oro
- Via Giulia
- Via del Gonfalone
- Via del Governo Vecchio
- Via della Maschera d'Oro
- Via di Monte Giordano
- Vicolo del Montonaccio
- Largo Orbitelli
- Vicolo Orbitelli
- Via degli Orsini
- Via di Panico
- Vicolo delle Palle
- Vicolo della Palomba
- Vicolo di San Celso
- Vicolo di San Giuliano
- Piazzetta di San Simeone
- Vicolo di San Simeone
- Via di San Simone
- Vicolo di San Trifone
- Via dei Soldati
- Vicolo dei Soldati
- Vicolo Sugarelli
- Via di Tor di Nona
- Via dei Tre Archi
- Vicolo delle Vacche
- Via della Vetrina
- Vicolo della Volpe